# امیر کمالی سروستانی
امیر کمالی سروستانی (زاده ۱۹ فروردین ۱۳۶۴) عضو تیم ملی دو و میدانی نابینایان و کم‌بینایان ایران و رکورددار پرش طول، ارتفاع و سه گام کشور بود.
عمده سرشناسی وی قهرمانی و دریافت مدال طلا در بازی‌های آسیایی معلولان سال ۱۳۸۵ در پرش ارتفاع کلاس F12 با رکورد ۱/۷۴ بوده است. همچنین وی موفق به دریافت مدال نقره پرش ارتفاع جهان در سال ۲۰۰۳ در کشور کانادا شهر کبک دانشگاه لاوال و کسب یک مدال برنز در مسابقات جهانی دو و میدانی نابینایان و کم بینایان در سائوپائولو در سال ۲۰۰۷ و دو مدال برنز در مسابقات جهانی نابینایان و کم بینایان در سال ۲۰۱۱ در آنتالیا شده است.

## پیشینه
کمالی در مسابقات جهانی برزیل ۲۰۰۷ که در ورزشگاه «کنستانتینو گامارژ» سائوپائولو برگزار شد در ماده پرش ارتفاع با پرش ۱۸۱ سانتی‌متر مدال برنز گرفت و ۵ سانتی‌متر رکورد آسیا را نیز ترقی داد. رکورد قبلی آسیا به میزان ۱۷۶ سانتی‌متر متعلق به خودش بود. وی در چهارمین دوره رقابتهای جهانی نابینایان و کم بینایان در شهر آنتالیا ترکیه در سال ۲۰۱۱ در رشته پرش ارتفاع و دو ۴ در ۱۰۰ متر امدادی به مدال برنز رسید.